# Szczepowice
Szczepowice – wieś w Polsce położona w województwie wielkopolskim, w powiecie grodziskim, w gminie Kamieniec.
W okresie Wielkiego Księstwa Poznańskiego (1815-1848) miejscowość wzmiankowana jako Szczepowice należała do wsi większych w ówczesnym pruskim powiecie Kosten rejencji poznańskiej. Szczepowice należały do okręgu czempińskiego tego powiatu i stanowiły odrębny majątek, którego właścicielem był wówczas (1846) Andrzej Niklas. Według spisu urzędowego z 1837 roku Szczepowice liczyły 110 mieszkańców, którzy zamieszkiwali 16 dymów (domostw).
W latach 1975–1998 miejscowość administracyjnie należała do województwa poznańskiego.
We wsi znajduje się neobarokowy pałac z 1880. Oprócz tego do rejestru zabytków wpisano zespół szkoły z początku XX wieku.